# Desde Chile resistimos
Desde Chile resistimos, también conocido como Desde Chile resistimos vol. 1, es un álbum musical de varios intérpretes, lanzado en 1978 bajo el sello discográfico español Movieplay, actualmente Fonomusic. Las canciones son interpretadas por las agrupaciones folclóricas y cantautores chilenos Quilapayún, Inti-Illimani, Isabel Parra, Ángel Parra, Patricio Manns y Marta Contreras, todos ellos exiliados en Europa producto de la dictadura militar.
El compositor de todas las canciones del álbum es el músico chileno Eduardo Yáñez, quien los hizo llegar desde Chile hasta España de manera clandestina.

## Lista de canciones
Todas las canciones escritas y compuestas por Eduardo Yáñez. 
| N.º   | Título                      | Intérprete      | Duración |  |
| 1.    | «No me has querido decir»   | Quilapayún      | 3:48     |  |
| 2.    | «Cuando salen de sus casas» | Patricio Manns  | 2:19     |  |
| 3.    | «Igual que tú»              | Quilapayún      | 2:47     |  |
| 4.    | «Ay patria, dulce muchacha» | Ángel Parra     | 3:14     |  |
| 5.    | «En la playa del amor»      | Isabel Parra    | 4:50     |  |
| 6.    | «Estrella rota»             | Marta Contreras | 2:40     |  |
| 7.    | «A usted señor me dirijo»   | Quilapayún      | 2:43     |  |
| 8.    | «Por ti vamos a vencer»     | Inti-Illimani   | 3:07     |  |
| 25:08 |                             |                 |          |  |

Las canciones de Quilapayún fueron grabadas en 1976 para el programa radial Escucha Chile de Radio Moscú.